# Wilków (Lublino)
Wilków è un comune rurale polacco del distretto di Opole Lubelskie, nel voivodato di Lublino.
Ricopre una superficie di 79,54 km² e nel 2004 contava 4 940 abitanti.

## Geografia antropica

### Frazioni
Wilków comprende le frazioni di Brzozowa, Dobre, Kąty, Kępa Chotecka, Kłodnica, Kolonia Wrzelów, Kosiorów, Lubomirka, Machów, Majdany, Podgórz, Polanówka, Rogów, Rybaki, Szczekarków, Szczekarków-Kolonia, Szkuciska, Urządków, Wilków, Wilków-Kolonia, Wólka Polanowska, Zagłoba, Zarudki, Zastów Karczmiski, Zastów Polanowski e Żmijowiska.